# 奇妙聖嬰
《奇妙聖嬰》（英語：What Child Is This?）是一首內容讚美主耶穌誕生的聖誕頌歌，歌詞是引用由英國作家威廉·崔特頓·迪克斯在1865年創作的讚美詩《馬槽寶座》（The Manger Throne），再套用蘇格蘭民謠《綠袖子》的曲調來演唱。

## 作品歷史
歌詞原作者威廉·崔特頓·迪克斯在1865年期間，擔任一家保險公司的經理。當時威廉受到疾病影響而長期臥床，並逐漸出現憂鬱症情況，在那段時間裡，威廉靠著閱讀聖經來支撐精神。在當年身體康復後，威廉以當時靠宗教撐過瀕死的體驗，寫出了讚美詩《馬槽寶座》。
到了1871年，在英國推出的《新舊聖誕頌歌》（Christmas Carols Old and New）選集裡，開始出現將威廉的《馬槽寶座》，搭配蘇格蘭民謠《綠袖子》組成的歌曲《奇妙聖嬰》。
是何人將威廉的讚美詩與《綠袖子》來組成歌曲頌唱不太明確，不過在由威廉·D·克蘭普（William D. Crump）編寫的《聖誕節大百科》（The Christmas Encyclopedia），以及凱儂·D·瑞佛（Kenon D. Renfrow）、朱·C·蒙哥馬利（June C. Montgomery）的著書《偉大聖誕節頌歌的故事》（Stories of the Great Christmas Carols）裡頭，有著可能是由英國音樂家約翰·史坦納經手的說法。

## 歌詞
维基文库中的相關文獻：What Child Is This?